# Sławomir Solecki
Sławomir Solecki – polski matematyk, zajmujący się logiką matematyczną i teorią mnogości oraz ich powiązaniami z innymi dziedzinami matematyki (teorią miary, topologią i kombinatoryką), profesor Uniwersytetu Cornella.

## Życiorys
Studia ukończył na Uniwersytecie Wrocławskim w 1989 roku. Stopień doktora uzyskał w 1995, pod kierunkiem Alexandra S. Kechrisa, w California Institute of Technology. Był promotorem 10 doktoratów.
Swoje prace publikował m.in. w „Journal of Symbolic Logic”, „Israel Journal of Mathematics”, „Advances in Mathematics”, „Journal of Functional Analysis”, „Proceedings of the American Mathematical Society”, „Transactions of the American Mathematical Society”, „Journal of Combinatorial Theory. Series A”, „American Journal of Mathematics”, „Geometric and Functional Analysis. GAFA”, „Journal of the European Mathematical Society”, „Forum of Mathematics, Pi” i najbardziej prestiżowych czasopismach matematycznych świata: „Journal of the American Mathematical Society” i „Inventiones Mathematicae". Jest jednym z redaktorów Fundamenta Mathematicae. 
W 1995 Association for Symbolic Logic nagrodziło jego rozprawę doktorską Sacks Prize za zaskakujące wyniki łączące nowoczesną opisową teorię mnogości z innymi dziedzinami matematyki, takimi jak teoria ergodyczna i analiza harmoniczna. W 2010 otrzymał Nagrodę Instytutu Matematycznego PAN za wybitne osiągnięcia naukowe w zakresie matematyki za prace z teorii mnogości dotyczące zastosowań deskryptywnej teorii mnogości w topologii i analizie. W 2014 wygłosił wykład sekcyjny na Międzynarodowym Kongresie Matematyków w Seulu. Od 2024 jest członkiem American Mathematical Society. 